# Garatge Oliveras
El Garatge Oliveras és un edifici protegit com a bé cultural d'interès local del municipi de l'Hospitalet de Llobregat (Barcelonès).

## Descripció
Edifici format per dos cossos construïts en formigó. El principal és de majors dimensions i té coberta a dues vessants que a l'interior està sostinguda per arcs parabòlics que aconsegueixen un espai molt ample i diàfan. A la façana hi ha la porta principal, de grans dimensions i amb una llinda, i a sobre un gran finestral que segueix en paral·lel els vessants de la teulada.
El cos més petit té forma rectangular, amb la coberta plana, i té grans finestrals.

## Història
Construït el 1930 va ser cotxera i garatge dels autobusos Oliveras, que enllaçaven l'Hospitalet amb Barcelona. L'any 1978 per qüestions de creixement i manca d'espai van traslladar l'empresa i aquest edifici va ser ocupat pels tallers Alfàbia de reparació de cotxes.